# Lista de passos fronteiriços internacionais da Argentina
Esta é uma lista de passos fronteiriços internacionais da Argentina. O país possui uma grande extensão fronteiriça, fazendo fronteira com cinco países com os quais está conectada por múltiplas passagens.

## Com Bolívia
| Nome                                      | Localização | Imagem |
| Paso Internacional La Quiaca-Villazón     | Comunica a localidade argentina de La Quiaca (província de Jujuy) com a cidade boliviana de Villazón por meio da Ponte Internacional Horacio Guzmán. O acesso é feito por meio da rodovia RN9 (Argentina) e a Ruta 14 (Bolívia). 22° 05′ 48″ S, 65° 35′ 47″ O |        |
| Paso Internacional Los Toldos-La Mamora   | Comunica a localidade argentina de Los Toldos (província de Salta) com a cidade boliviana de La Mamora por meio de um serviço de ônibus. 22° 11′ 24″ S, 64° 39′ 11″ O                                                                                         |        |
| Paso Internacional Aguas Blancas-Bermejo  | Comunica a localidade argentina de Aguas Blancas (província de Salta) com a cidade boliviana de Bermejo. O acesso é feito por meio da rodovia RN50 (Argentina) e a Ruta 1 (Bolívia) 22° 43′ 35″ S, 64° 22′ 12″ O                                              |        |
| Paso Internacional Salvador Mazza-Yacuiba | Comunica a localidade argentina de Salvador Mazza (província de Salta) com a cidade boliviana de Yacuiba por meio da rodovia RN34 (Argentina) e a Ruta 9 (Bolívia). 22° 03′ 12″ S, 63° 41′ 01″ O                                                              |        |

## Com Brasil
| Nome                                                       | Localização | Imagem |
| Paso Internacional Iguazú - Foz de Iguazú                  | Comunica a cidade argentina de Puerto Iguazú (província de Misiones) com a brasileira de Foz do Iguaçu (estado do Paraná) por meio da Ponte Internacional da Fraternidade. O acesso é feito pelas rodovias RN12 e BR-469. 25° 35′ 18″ S, 54° 33′ 42″ O |        |
| Paso Internacional Andresito-Capanema                      | Comunica a localidade argentina de Comandante Andresito (província de Misiones) com o município brasileiro de Capanema (estado do Paraná) por meio da Ponte Internacional Comandante Andresito. O acesso se dá pelas rodovias RP19 e a PR-281. 25° 37′ 07″ S, 53° 58′ 12″ O |        |
| Paso Internacional Integración - Planalto                  | Comunica a localidade argentina de Integración (província de Misiones) com a brasileira Planalto (estado do Paraná). A travessia é feita em canoas pelo rio Santo Antônio. O acesso é feito pela RP24 (terrada) e a BR-163. 25° 46′ 08″ S, 53° 51′ 04″ O |        |
| Paso Internacional San Antonio - Santo Antonio             | Comunica a localidade argentina de San Antonio (província de Misiones) com o município brasileiro de Santo Antônio do Sudoeste (estado do Paraná). O acesso é feito pelas rodovias RN101 e BR-163. 26° 03′ 24″ S, 53° 43′ 50″ O |        |
| Paso Internacional Bernardo de Irigoyen-Dionísio Cerqueira | Fronteira seca entre Argentina e Brasil. Comunica a localidade de Bernardo de Irigoyen (província de Misiones) com os municípios de Dionísio Cerqueira (estado de Santa Catarina) e Barracão (estado do Paraná). O acesso é feito pelas rodovias RN14 e BR-163. 26° 15′ 17″ S, 53° 38′ 38″ O |        |
| Paso Internacional Pepirí Guazú - São Miguel               | Localizado no povoado de “Paso Rosales”, o acesso ao Brasil é feito por meio da Ponte Internacional Comandante Rosales que comunica com o município de Paraíso (Santa Catarina). Para chegar ao passo se toma a RP27 (asfaltada) desde San Pedro e se continua no território brasileiro pela BR-282. Do lado argentino, conta com Migraciones; porém do lado brasileiro ainda não existe uma delegação da Polícia Federal, pelo que apenas se permite o trânsito local (até 50 quilômetros). 26° 36′ 47″ S, 53° 44′ 05″ O |        |
| Paso Internacional El Soberbio - Porto Soberbo             | Comunica a localidade de El Soberbio (província de Misiones) com Porto Soberbo, distrito do município de Tiradentes do Sul (Rio Grande do Sul) por meio de um serviço de balsas. O acesso é feito pela RP13 e a BR-468. 27° 18′ 00″ S, 54° 11′ 30″ O |        |
| Paso Internacional Alicia - San Antonio                    | Se localiza próximo da localidade de Colonia Alicia (província de Misiones) e se comunica por meio de um serviço de lanchas com o município brasileiro de Doutor Maurício Cardoso (Rio Grande do Sul). O acesso se dá por meio da RP222 (terrada) e a RS-342. 27° 28′ 00″ S, 54° 20′ 43″ O |        |
| Paso Internacional Aurora - Pratos                         | Se localiza próximo de Colonia Aurora (província de Misiones) e se comunica por um serviço de balsas com Pratos, distrito do município de Novo Machado (Rio Grande do Sul). O acesso é feito por meio da RP2. 27° 29′ 57″ S, 54° 31′ 14″ O |        |
| Paso Internacional Alba Posse-Porto Mauá                   | Localizado em Alba Posse (província de Misiones) se comunica com a cidade brasileira de Porto Mauá (Rio Grande do Sul) por meio de um serviço de balsas. É acessado pela RP103 e a RP8. Entre fins de 2016 e princípios de 2017, começaram as obras de construção da Ponte Internacional Alba Posse - Porto Mauá. 27° 34′ 17″ S, 54° 40′ 45″ O |        |
| Paso Internacional Puerto Barra Bonita-M. Biguá            | Se comunica com o Brasil por meio de um serviço de lanchas (apenas pessoas, não veículos). É acessado pela RP2 e as localidades mais próximas são Oberá (Argentina) a 39 km. e Santa Rosa (Brasil) a 60 km. 27° 35′ 35″ S, 54° 50′ 31″ O |        |
| Paso Internacional Panambí-Porto Vera Cruz                 | Situado na localidade de Panambí (província de Misiones), se comunica com a cidade brasileira de Porto Vera Cruz (Rio Grande do Sul) por meio de um serviço de balsas. O acesso se dá por meio da RP5 e a RS-575. 27° 43′ 49″ S, 54° 54′ 51″ O |        |
| Paso Internacional "Paso de la Barca"                      | Comunica a localidade argentina de San Javier (província de Misiones) com a brasileira de Porto Xavier (Rio Grande do Sul) por meio de um serviço de balsas. O acesso é feito pelas rodovias RP24, RP2, BR-392 e BR-470. 27° 53′ 31″ S, 55° 08′ 08″ O |        |
| Paso Internacional Santo Tomé - São Borja                  | Une a cidade argentina de Santo Tomé (província de Corrientes) com a brasileira de São Borja (Rio Grande do Sul) por meio da Ponte Internacional da Integração. O acesso é feito por meio das rodovias RN121 e a BR-285. 28° 36′ 38″ S, 56° 00′ 52″ O |        |
| Paso Internacional Alvear-Itaqui                           | Comunica a localidade argentina de Alvear (província de Corrientes) e a brasileira de Itaqui (Rio Grande do Sul) mediante um serviço de balsas e lanchas. O acesso é feito por meio das rodovias RN14 e BR-472. 29° 06′ 48″ S, 56° 33′ 19″ O |        |
| Paso Internacional Paso de Los Libres - Uruguaiana         | Comunica a cidade de Paso de los Libres (província de Corrientes) com a de Uruguaiana (Rio Grande do Sul) por meio da Ponte Internacional Uruguaiana-Paso de los Libres. |        |

## Com Chile
| Nome                                                           | Localização | Imagem |
| Paso Internacional Jama (Jujuy)                                | Comunica o povoado de Jama na província argentina de Jujuy com a cidade chilena de San Pedro de Atacama. O passo se encontra a 4.200 metros de altura e é acessado pelas rodovias RN52 (Argentina) e 27-CH (Chile). |        |
| Paso Internacional Sico (Salta)                                | Comunica a localidade argentina de San Antonio de los Cobres (província de Salta) com a cidade chilena de San Pedro de Atacama. É acessado pelas rodovias RN51 (Argentina) e a 23-CH (Chile). |        |
| Paso Internacional Socompa (Salta)                             | Comunica a localidade argentina de Tolar Grande (província de Salta) com a região chilena de Antofagasta. Se localiza a 3.876 metros, a pouca distância do vulcão Socompa e é acessado por meio da rodovia RP163 e a B-55. Permite conectar as cidades de Antofagasta (306 quilômetros) e Salta (410 quilômetros).                                                             |        |
| Paso Internacional San Francisco (Catamarca)                   | Comunica a cidade argentina de Fiambalá (província de Catamarca) com a chilena de Copiapó. Se localiza a 4.726 metros acima do nível do mar e se acessa por meio das rodovias RN60 (Argentina) e 31-CH (Chile). |        |
| Paso Internacional Pircas Negras (La Rioja)                    | Comunica o departamento de Vinchina (província de La Rioja) com o povoado de Los Loros, no Chile. É acessado pela rodovia RN76. |        |
| Paso Internacional Agua Negra (San Juan)                       | Comunica a localidade de Las Flores a 2 km do Complexo Fronteiriço Controle Migratório-Aduaneiro e a 70 km de San José de Jáchal (província de San Juan) com a localidade chilena de Huanta a 90 km do limite internacional. É acessado por meio das rodovias RN150 e a 41-CH.                                                                                                 |        |
| Paso Internacional Cristo Redentor (Mendoza)                   | Comunica a localidade argentina de Las Cuevas na província de Mendoza com a chilena de Los Andes através do Túnel do Cristo Redentor. O acesso se dá por meio das rodovias RN7 e CH-60. |        |
| Paso Internacional Portillo de Piuquenes (Mendoza)             | Comunica a cidade argentina de Tunuyán (província de Mendoza) com a localidade chilena de San Gabriel. |        |
| Paso Internacional Cajón Del Maipo (Mendoza)                   | Comunica a localidade argentina de Pareditas, na província de Mendoza, com a de San José de Maipo, Chile. Não está habilitado para o público em geral. |        |
| Paso Internacional Vergara (Mendoza)                           | Comunica a cidade argentina de Malargüe em Mendoza, com a chilena de Curicó. |        |
| Paso Internacional Pehuenche (Mendoza)                         | Comunica a localidade argentina de Malargüe, na província de Mendoza, com a chilena de Talca. |        |
| Paso Internacional Pichachen (Neuquén)                         | Comunica a localidade argentina de El Cholar, na província de Neuquén, com a cidade chilena de Antuco. |        |
| Paso Internacional Copahue (Neuquén)                           | Comunica a localidade argentina de Copahue (província de Neuquén) com Trapa – Trapa, no Chile. |        |
| Paso Internacional Pino Hachado (Neuquén)                      | Comunica a cidade argentina de Las Lajas, na província de Neuquén, com a chilena de Liucura. |        |
| Paso Internacional Icalma (Neuquén)                            | Comunica a localidade argentina de Villa Pehuenia, na província de Neuquén, com a chilena de Icalma. |        |
| Paso Internacional Mamuil Malal (Neuquén)                      | Conecta a localidade argentina de Junín de los Andes (província de Neuquén) com a cidade chilena de Curarrehue. É acessado por meio da rodovia RP60 (Argentina) e a Ruta Internacional 111, no Chile. |        |
| Paso Internacional Carirriñe (Neuquén)                         | Conecta a localidade argentina de Junín dos Andes (província de Neuquén) com a localidade chilena de Liquiñe. |        |
| Paso Internacional Hua Hum (Neuquén)                           | Une via terrestre e lacustre pela Ruta Provincial 48 (Argentina) e a Ruta Internacional 203 (Chile), para depois embarcar na balsa Hua Hum navegando pelo Lago Pirihueico por 2 horas, até Puerto Fuy. A localidade mais próxima e importante, a 30 km, é Panguipulli. |        |
| Paso Internacional Cardenal Antonio Samoré (Neuquén)           | Une a localidade argentina de Villa la Angostura, na província de Neuquén, com a cidade de Osorno, no Chile. |        |
| Paso Internacional Vicente Pérez Rosales (Río Negro)           | O Paso Fronterizo Internacional “Pérez Rosales” comunica a Argentina com o Chile. Une as localidades de Lago Frías (província de Río Negro) a 58 km de Bariloche, na Argentina e Peulla, no Chile a 26 km. |        |
| Paso Internacional Vuriloche (Río Negro)                       | O paso Vuriloche, Bariloche o Tronador comunica a Argentina com o Chile. Une as localidades de Pampa Linda (província de Río Negro) a 100 km de Bariloche, Argentina e Ralun a 40 km e Peulla a 125 km, Chile. |        |
| Paso Internacional Río Manso (Río Negro)                       | Comunica ao povoado argentino de El Manso, na província de Río Negro, com o de El León, Chile. |        |
| Paso Internacional Río Puelo (Chubut)                          | Comunica a localidade argentina de Lago Puelo, na província de Chubut, con o povoado Segundo Corral, no Chile. |        |
| Paso Internacional Río Futaleufú (Chubut)                      | O Paso Fronterizo Internacional “Río Futaleufú” comunica a Argentina com o Chile. Une ambos países con um serviço de transporte de passageiros terrestre, partindo da cidade de Esquel Chubut, Argentina, passando pela localidade de Trevelin, povoado Los Cipreses, até chegar ao mencionado Passo Internacional, com destino à localidade de Futaleufú, Chile.              |        |
| Paso Internacional Río Encuentro (Chubut)                      | O Paso Fronterizo Internacional “Río Encuentro” comunica a Argentina com o Chile. Une a cidade de Esquel Chubut, Argentina, passando pela localidade de Trevelin, Corcovado, até chegar ao mencionado Passo Internacional localizado próximo à localidade de Carrenleufú, fazendo trasbordo em um microônibus, continuando a viagem com destino a localidade de Palena, Chile. |        |
| Paso Internacional Las Pampas (Chubut)                         | O Paso Fronterizo Internacional “Las Pampas” comunica Argentina com a localidade chilena de Lago Verde. |        |
| Paso Internacional Río Frías (Chubut)                          | O Paso Fronterizo Internacional “Río Frías” comunica a Argentina com o Chile. Une a localidade de “Río Cisnes”, a 30 km do passo, Chile e a localidade la Aldea “Apeleg”, a 28 km do limite, Argentina. |        |
| Paso Internacional Pampa Alta (Chubut)                         | O Paso Fronterizo Internacional “Pampa Alta” comunica a Argentina com o Chile. Une a localidade de Villa “Ñirihuao” a 35 km do passo, Chile e a localidade de Río Senguer a 60 km do passo, Argentina. |        |
| Paso Internacional Coyhaique (Chubut)                          | O Paso Fronterizo Internacional “Coyhaique” comunica a Argentina com o Chile. Une as localidades de Río Mayo, Paraje Aldea Veleiro, Argentina e Coyhaique, Chile. |        |
| Paso Internacional El Triana (Chubut)                          | O Paso Fronterizo Internacional “El Triana” conecta a Argentina com o Chile. Pode-se chegar até a cidade de Coyhaique a 37 km do passo, Chile e a localidade Aldea “Beleiro” a 22 km do passo, Argentina. |        |
| Paso Internacional Huemules (Chubut)                           | O Paso Fronterizo Internacional “Huemules” comunica a Argentina com o Chile. Une as localidades de Río Mayo, Lago Blanco, na Argentina e Balmaceda, no Chile. |        |
| Paso Internacional Ingeniero Pallavicini-Ibáñez (Santa Cruz)   | O Paso Fronterizo Internacional “Ingeniero Pallavicini-Ibañez” comunica a Argentina com o Chile. Une as fazendas de gado do setor fronteiriço “Pallavicini” a 100 km da localidade de “Perito Moreno”, conhecida como a horta da província pelas hortaliças de suas terras e o cuidado de suas fazendas, Argentina e “Pto Ibáñez” a 20 km do Passo Internacional, Chile.       |        |
| Paso Internacional Jeinimeni-Chile Chico (Santa Cruz)          | O Paso Fronterizo Internacional “Jeinimeni-Chile Chico” comunica a Argentina com o Chile. Une as localidades de “Los Antiguos”, dedicada ao cultivo de frutas finas (cerejas, framboesas e outras frutas vermelhas), Argentina e “Chile Chico”, Chile. |        |
| Paso Internacional Rodolfo Roballos (Santa Cruz)               | O Paso Fronterizo Internacional “Rodolfo Roballos” comunica a Argentina com o Chile. Une as fazendas de gado de “Paso Rodolfo Roballos”, Argentina e “Cochrane”, Chile. |        |
| Paso Internacional Río Mayer-Rivera Norte (Santa Cruz)         | O Paso Fronterizo Internacional “Río Mayer-Rivera Norte” comunica a Argentina com o Chile. Une as fazendas de gado do setor fronteiriço “Tucu-Tucu” a 200 km da localidade de “Gobernador Gregores”, Argentina e “Villa O’ Higgings” a 20 km do Passo Internacional, Chile. |        |
| Paso Internacional Río Mosco-Santa Cruz                        | O Paso Fronterizo Internacional “Río Mosco” comunica a Argentina com o Chile. Une o Grupo “Cocovi” da Gendarmería Nacional (único assentamento no lado argentino) e a localidade de Villa O”HIGGINS, Chile. |        |
| Paso Internacional Lago San Martín-Lago O'Higgins (Santa Cruz) | O Paso Fronterizo Internacional “Lago San Martín-Lago O'Higgins” comunica a Argentina com o Chile. |        |
| Paso Internacional Río Don Guillermo (Santa Cruz)              | O Paso Fronterizo Internacional “Río Don Guillermo” comunica a Argentina com o Chile. Une as localidades de Río Turbio, Argentina, com as localidades de Villa Cerro Castillo e Puerto Natales, Chile. |        |
| Paso Internacional Mina Uno-Dorotea (Santa Cruz)               | Comunica a localidade argentina de Río Turbio (província de Santa Cruz) com a cidade chilena de Puerto Natales. |        |
| Paso Internacional Laurita-Casas Viejas (Santa Cruz)           | Comunica a localidade argentina de 28 de Noviembre (província de Santa Cruz) com a cidade chilena de Puerto Natales. |        |
| Paso Integración Austral-Monte Aymond (Santa Cruz)             | Comunica a localidade argentina de Río Gallegos (província de Santa Cruz) com a cidade chilena de Punta Arenas. O acesso é feito por meio das rodovias RN3 (Argentina) e a Ruta CH-255 (Chile). |        |
| Paso Internacional Alfa Cullen (Terra do Fogo)                 | Este passo serve para a entrada e saída de pessoas das empresas Total Austral (Argentina) e ENAP (Chile), autorizadas a operar no Poliducto e também aos funcionários de ambos os países para fiscalizar as operações na importação e exportação dos hidrocarbonetos. |        |
| Paso Internacional San Sebastián (Terra do Fogo)               | É a única via de comunicação entre a Província de Terra do Fogo con o resto do continente, serve de comunicação com as localidades chilenas de Porvenir, Puerto Natales e Punta Arenas. O acesso é feito por meio das rodovias RN3 e a Ruta CH-257. |        |
| Paso Internacional Río Bella Vista (Terra do Fogo)             | Comunica a localidade argentina de Río Grande (província de Terra do Fogo) com a chilena de Porvenir. Este passo funciona de maneira sazonal de novembro a março. |        |

## Com Paraguai
| Nome                                                | Localização | Imagem |
| Paso Internacional Misión La Paz-Pozo Hondo         | É o único passo entre a província de Salta e o Paraguai. Comunica a localidade de Misión La Paz com a vizinha Pozo Hondo, por meio de uma ponte. O acesso se dá pelas rodovias RP54 e RN86. 22° 22′ 41″ S, 62° 31′ 06″ O |        |
| Paso Internacional La Madrid                        | Comunica o povoado de Lamadrid (província de Formosa) com a comunidade de Misión San Leonardo, no Paraguai. O acesso é feito por meio de uma estrada vicinal de terra que permite apenas veículos tipo caminhonetes 4x4, motocicletas tipo enduro, montados ou a pé. 23° 53′ 22″ S, 60° 43′ 08″ O                                                      |        |
| Paso Internacional El Remanso-La Verde              | Comunica El Remanso (província de Formosa) con o município paraguaio de Fortín General Díaz. O acesso é feito por uma estrada vicinal de terra que está apta para veículos tipo caminhonetes 4x4, motocicletas tipo enduro, montados ou a pé. 23° 57′ 12″ S, 60° 29′ 22″ O                                                                             |        |
| Paso Internacional Isleta-Paraje Rojas Silva        | Comunica o povoado de Isleta (província de Formosa) com a localidade paraguaia de Fortín Teniente Coronel Rojas Silva. O acesso é feito por uma estrada vicinal de terra que está apta para veículos como caminhonetes 4x4, motocicletas tipo enduro, montadas ou a pé. 24° 00′ 46″ S, 60° 02′ 15″ O                                                   |        |
| Paso Internacional General Belgrano-General Bruguez | Comunica a localidade de General Manuel Belgrano (província de Formosa) com o povoado paraguaio de General Bruguez (Departamento Presidente Hayes) por meio de uma ponte Bailey sobre o rio Pilcomayo. O acesso é feito pela estrada de terra RP23 que fica a 23 quilômetros de General Belgrano. 24° 44′ 54″ S, 58° 49′ 59″ O                         |        |
| Paso Internacional Clorinda-Puerto Falcón           | Comunica a cidade argentina de Clorinda (província de Formosa) com a localidade paraguaia de José Falcón por meio da Ponte Internacional San Ignacio de Loyola (25° 15′ 52″ S, 57° 42′ 33″ O). Também existe uma ponte pedonal denominada Passarela da Amizade, que comunica Clorinda com a cidade paraguaia de Nanawa. (25° 17′ 10″ S, 57° 42′ 02″ O) |        |
| Paso Internacional Ituzaingó-Ayolas                 | Comunica a cidade argentina de Ituzaingó (província de Corrientes) com a paraguaia de Ayolas (Las Misiones) através da Usina Hidrelétrica de Yacyretá. Embora esta passagem não esteja habilitada para o tráfego fluido, mas sim para o tráfego operacional da barragem, existem postos alfandegários em ambos os lados do complexo.                   |        |
| Paso Internacional Posadas-Encarnación              | Comunica a cidade argentina de Posadas (província de Misiones) com a paraguaia de Encarnación (Itapúa) por meio da Ponte Internacional San Roque González de Santa Cruz. Também existe um serviço de lanchas que une ambas as costas. |        |
| Balsa Bella Vista                                   | Conectando Bella Vista com Puerto Mani (Corpus) a cada meia hora (fim de semana não atende) |        |

## Com Uruguai
| Nome                                        | Localização | Imagem |
| Paso Internacional Concordia-Salto          | Comunica a cidade argentina de Concordia com a uruguaia de Salto através da Represa de Salto Grande, existindo também um serviço de lanchas entre os portos de las dos ciudades. O acesso é feito pela rodovia RNA015 (Argentina) e a Ruta 3 (Uruguai). |        |
| Paso Internacional Colón-Paysandú           | Conecta a cidade argentina de Colón (província de Entre Ríos) com a uruguaia de Paysandú por meio da Ponte General Artigas. O acesso é feito pela rodovia RN135 (Argentina) e pela Ruta 3 (Uruguai).                                                    |        |
| Paso Internacional Gualeguaychú-Fray Bentos | Comunica a localidade argentina de Gualeguaychú com a uruguaia de Fray Bentos por meio da Ponte Libertador General San Martín. O acesso é feito pela rodovia RN136 (Argentina) e pela Ruta 2 (Uruguai).                                                 |        |